# Tapes pullastra
Tapes pullastra är en musselart som först beskrevs av Montagu 1803.  Tapes pullastra ingår i släktet Tapes och familjen venusmusslor. Inga underarter finns listade i Catalogue of Life.